# Аномальна дисперсія світла
Аномальна дисперсія — вид дисперсії світла, коли показник заломлення середовища зменшується зі збільшенням частоти світлових коливань (тоді як у разі нормальної дисперсії показник заломлення зі збільшенням частоти зростає):
{\displaystyle dn/dw\ <0},
де {\displaystyle n(w)} — показник заломлення,
{\displaystyle w} — частота хвилі.
Відповідно до сучасних уявлень і нормальна, й аномальна дисперсії є явищами єдиної природи. Цей погляд ґрунтується на електромагнітній теорії світла з одного боку, і на електронній теорії речовини — з іншого. Термін «аномальна дисперсія» зберігає сьогодні лише історичний сенс, оскільки «нормальна дисперсія» — це дисперсія на хвилях, далеких від смуг поглинання світла цією речовиною, а «аномальна дисперсія» — це дисперсія на хвилях поблизу смуг поглинання. Аномальна дисперсія обумовлена взаємодією світла із зарядженими частинками, що входять до складу речовини та здійснюють вимушені коливання у змінному електромагнітному полі хвилі. Для видимого світла частота настільки велика ({\displaystyle \nu \approx 10^{15}} Гц), що істотними є лише вимушені коливання зовнішніх (найслабше зв'язаних) електронів атомів, молекул або іонів. Такі електрони називають оптичними. У процесі вимушених коливань оптичних електронів у полі монохроматичної хвилі з частотою {\displaystyle \nu } періодично змінюються електричні дипольні моменти молекул, й останні випромінюють вторинні електромагнітні хвилі тієї ж частоти {\displaystyle \nu }.

## Історія відкриття
1860 року французький фізик Леру, вимірюючи показник заломлення для кількох речовин, несподівано виявив, що пари йоду заломлюють сині промені менше за червоні. Леру назвав виявлене ним явище аномальною дисперсією світла.
Якщо зазвичай показник заломлення зі зростанням частоти світла збільшується, то в разі аномальної дисперсії показник заломлення, навпаки, зменшується. Явище аномальної дисперсії було детально досліджено німецьким фізиком Кундтом у 1871 — 1872 роках.
Подальші дослідження аномальної дисперсії світла показали, що найцікавіші експериментальні результати виходять, коли замість двох схрещених призм застосовується, наприклад, призма з інтерферометром. Така експериментальна методика була застосована російським фізиком Д. С. Рождественським на початку XX століття.

## Наблюдение
Аномальная дисперсия наблюдается в парах металлов, дающих в видимой области резкие линии поглощения.